# Step Brothers
Step Brothers is een comedy uit 2008.

## Verhaal
Brennan Huff is een negenendertig jaar oude man die nog nooit het huis uit is geweest en leeft samen met zijn gescheiden moeder, Nancy Huff. Dale Doback is een veertig jaar oude man die ook nog nooit het huis heeft verlaten en leeft samen met zijn vader die reeds weduwnaar is, Dr. Robert Doback. Beide zijn ze werkloos en leven al hun hele leven van de goedheid van hun ouders.
Nancy ontmoet Robert; ze worden verliefd, trouwen, en gaan inwonen bij Robert. De twee zonen worden verplicht samen te wonen in dezelfde kamer als stiefbroers. Brennan en Dale haten elkaar, maar ontdekken dat ze toch niet zo verschillend zijn. Ze voelen zich beide 12 jaar oud gevangen in een volwassen lichaam en ze leven beide in hun eigen wereld. Ze worden beste vrienden, en dan beslissen de ouders om ze eruit te gooien omdat ze gaan scheiden. Hun levens gaan veranderen, en ze zullen moeten opgroeien.

## Rolverdeling
| Acteur           | Personage         |
| ---------------- | ----------------- |
| Will Ferrell     | Brennan Huff      |
| Kathryn Hahn     | Alice Huff        |
| John C. Reilly   | Dale Doback       |
| Mary Steenburgen | Nancy Huff        |
| Jason Davis      | TJ                |
| Wayne Federman   | Blinde man        |
| Kellan Rhude     | Boomer            |
| Lurie Poston     | Tommy             |
| Adam Scott       | Derek             |
| Richard Jenkins  | Dr. Robert Doback |